# Tutenstein
Tutenstein är en amerikansk animerad serie, baserad på serietidningarna gjorda av Jay Stephens, som sändes på TV-kanalen Discovery Kids, från den 1 november 2003 till den 11 oktober 2008. Serien sändes även i Sverige med svenskt tal på TV-kanalen Jetix. Den följer till största delen den Frankensteinliknande mumien Tutankhensetamun (även kallad "Tut"), vars engelska originalröst görs av röstskådespelarna Jeannie Elias (säsong 1–3) och Donna Cherry (fyra avsnitt av säsong 3). I den svenska omdubbningen av serien görs hans röst av Leo Hallerstam.

## Handling
Seriens handling kretsar kring den unga, mumifierade, impulsiva och godhjärtade faraon Tutankhensetamun (även kallad "Tut"), som cirka 3000 år efter sin död av misstag blir uppväckt på ett museum av den tolvåriga skolflickan Cleo Carter och hennes katt Luxor. Han tvingas inse att hans tidigare så stora kungarike praktiskt taget är borta, vilket till en början är svårt för honom att acceptera.

## Rollista (i urval)
| Rollfigur                         | Originalröst                                                       | Svensk röst     |
| --------------------------------- | ------------------------------------------------------------------ | --------------- |
| Tutankhensetamun (Tut/Tutenstein) | Jeannie Elias (säsong 1–3) Donna Cherry (säsong 3, fyra avsnitt)   | Leo Hallerstam  |
| Cleo Carter                       | Crystal Scales                                                     | Louise Raeder   |
| Luxor                             | Daran Norris (säsong 1–2) David Lodge (säsong 3)                   | Johan Hedenberg |
| Walter Jacobs                     | Joey Simmrin                                                       | Peter Sjöquist  |
| Professor Horace Bedehty          | Lex Lang                                                           | Per Sandborgh   |
| Doktor Roxanne Vanderwheele       | Jeannie Elias (säsong 1–3) Cindy Robinson (säsong 3, fyra avsnitt) | Annelie Berg    |
| Set                               | Daran Norris (säsong 1–2) David Lodge (säsong 3)                   | Johan Hedenberg |
| Hassan El Zabkar                  | Michael Bell                                                       | Göran Berlander |